# Xvetsova
Xvetsova (en rus: Швецова) és un poble de l'óblast de Sverdlovsk, a Rússia, segons el cens del 2010 tenia 36 habitants.